# Ozjasz Storch
Ozjasz Storch (ur. 1913 w Jarosławiu, zm. 25 listopada 1938 w rejonie Czadcy) – polski Żyd, urzędnik, żołnierz rezerwy Wojska Polskiego, poległy podczas zajmowania terenów wokół Czadcy anektowanych przez Polskę wraz z tzw. Zaolziem w 1938.

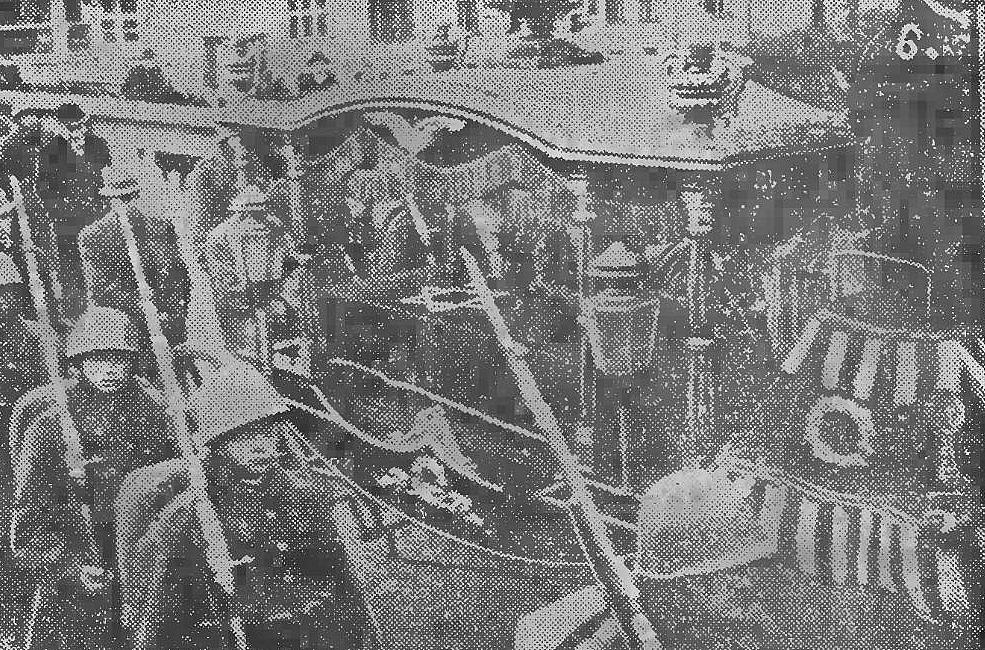
Pogrzeb Ozjasza Storcha w Cieszynie

## Życiorys
Urodził się w 1913 w Jarosławiu. Miał dwóch braci (jednego z nich niedługo przed śmiercią Ozjasza wydalono z III Rzeszy). W latach 30. mieszkał w Nowym Sączu, gdzie był urzędnikiem. Był członkiem Betaru. Planował wyemigrować z Polski do Urugwaju, gdzie w Montevideo oczekiwała na niego żona, ale przed wyjazdem zameldował się jeszcze jako rezerwista do armii.
25 listopada 1938 jako strzelec rezerwy 1 Pułku Strzelców Podhalańskich zginął podczas potyczki Samodzielnej Grupy Operacyjnej „Śląsk” gen. Władysława Bortnowskiego z wojskami czecho-słowackimi w trakcie zajmowania terenów w okolicy Czadcy (powiązanej z aneksją Zaolzia). Jego zwłoki przetransportowano do szpitala w Cieszynie, w którym po uroczystym pogrzebie, mającym cechy manifestacji (przejście konduktu przez most na Olzie), został pochowany 28 listopada 1938 na cmentarzu żydowskim. Pogrzeb przeprowadził rabin Aron Eisenstein, a brali w nim udział m.in. gen. Władysław Bortnowski, płk Józef Kustroń, płk Stefan Szlaszewski, płk Mikołaj Bołtuć, wicewojewoda katowicki dr Tadeusz Saloni, burmistrz miasta Cieszyna Rudolf Halfar i prezes gminy żydowskiej w Cieszynie dr Dawid Sandhaus.
Storch został pośmiertnie awansowany na stopień kaprala, a 26 listopada 1938 prezes Rady Ministrów nadał mu pośmiertnie Krzyż Zasługi za Dzielność „za czyny męstwa i odwagi w obronie granic Państwa”. Tym odznaczeniem podczas pogrzebu trumna z jego ciałem została udekorowana przez gen. Bortnowskiego.
Jego śmierć i pogrzeb były szeroko opisywane w ówczesnej prasie i wykorzystywane do celów propagandowych jako przykład zgodnego współżycia narodowości zamieszkujących Rzeczpospolitą (wraz ze Storchem zginął także żołnierz będący etnicznym Polakiem). W nawiązaniu do śmierci żydowskiego żołnierza Wojska Polskiego Apolinary Hartglas na łamach „Nowego Dziennika” poruszył temat równości ofiary za Polskę żołnierza polskiego i żydowskiego. O wymowie dwóch zgonów (Polaka i Żyda) pisał publicysta B.W. Święcicki na łamach „Przeglądu Powszechnego”. Ofiara Ozjasza Storcha była przyrównywana do śmierci innego polskiego Żyda, Karola Zellermayera, zmarłego niedługo wcześniej.
Na początku 1939 na posiedzeniu zarządu głównego Związku Kombatantów postanowiono ufundować na granicy polsko-czeskiej pomnik upamiętniający Ozjasza Storcha.